# Saltsjöbadens församling
Saltsjöbadens församling är en församling i Värmdö kontrakt i Stockholms stift. Församlingen ligger i Nacka kommun i Stockholms län och utgör ett eget pastorat.

## Administrativ historik
Församlingen bildades 1 maj 1913 genom en utbrytning ur Nacka församling och utgjorde därefter till 1 maj 1923 ett eget pastorat, för att därefter till 1944 vara moderförsamling i pastoratet Saltsjöbaden och Tyresö. Sedan 1944 utgör församlingen ett eget pastorat.

## Areal
Saltsjöbadens församling omfattade den 1 november 1975 (enligt indelningen 1 januari 1976) en areal av 11,5 kvadratkilometer, varav 11,0 kvadratkilometer land.

## Organister
| Ämbetstid | Namn                | Levnadstid | Övrigt    |
| --------- | ------------------- | ---------- | --------- |
| 1963–1964 | Lars Olof Sjöstrand | 1926–      | Organist. |

## Kyrkor
- Skogsö kapell
- Uppenbarelsekyrkan